# Claudio Destéfano
Claudio Destéfano (Adrogué, Buenos Aires, 1962) es un periodista argentino especializado en negocios y marketing deportivo. Es reconocido por sus apariciones en el canal Sub TV y por sus libros sobre temas empresarios.

## Trayectoria profesional
Trabajó en diversos medios de comunicación. En prensa gráfica, se desempeñó en los diarios Clarín, El Cronista, Diario Popular, Infobae y en la revista Apertura. También colaboró con el diario deportivo Olé, la revista El Gráfico y con el matutino El Observador de Montevideo. 
En radio, fue conductor y columnista en programas de varias emisoras, entre ellas América, Belgrano (AM), Identidad y Cultura, Aspen y La Isla (FM). Desde el año 2000, conduce por Radio El Mundo el programa semanal “Radiografía”, dónde entrevista a destacados empresarios y presidentes de compañías a propósito de sus experiencias profesionales. 
En televisión, fue columnista de TyC Sports, Fox Sports, América TV y Canal Rural. 
En 2004, creó D:Biz, un diario interactivo de negocios mediante el cual adelanta primicias relativas al mundo del marketing deportivo y las grandes marcas.

### Experto en marketing deportivo
Destéfano se ha especializado en el marketing orientado a instituciones deportivas.  Así, en 2008 asesoró al club de fútbol Tiro Federal (de Rosario) para lograr posicionamiento nacional e internacional a través de una estrategia de “juego limpio”. En 2010, asesoró a los clubes Chacarita Juniors y Peñarol de Montevideo. 
Como docente, dirige desde 2001 el programa de Management Deportivo en la Escuela Superior de Economía y Administración de Empresas (ESEADE) de Buenos Aires.  
Es autor de los libros “Saberlo es negocio” (2006) y “Hay otro partido” (2010), dónde explora y analiza las relaciones comerciales y publicitarias entre marcas e instituciones deportivas.
Es el fundador del museo de marketing y memorabilia deportiva Templo del Otro Partido y del museo virtual Hay Otro Partido.

## Reconocimientos
- Premio Santa Clara de Asís por conducción de “Desayuno en América” (1996)
- Entrepreneur del Año (otorgado por Mañana Profesional) (1998)
- Premio Eikon (revista Imagen) en categoría “Servicio de Atención al Consumidor” (2003)